# Bitka pri Mrzli reki
Bitka pri Mrzli reki (latinsko pugna ad Frigidum) je bila ena najpomembnejših bitk v poznem obdobju Rima, ki se je odvijala 5. in 6. septembra 394 ob reki Frigidus, ki je verjetno latinsko ime reke Hubelj Zahodnofrankovski poveljnik Arbogast je skupaj z rimskim senatom pripravil upor proti cesarju Teodoziju I., ki je Rimskemu imperiju vladal iz Konstantinopla. Čeprav upori barbarskih federatov v nemirnem 4. stoletju niso bili nič novega, je bil upor poseben zaradi nasprotja med poganstvom in krščanstvom, ki je bilo prisotno znotraj njega. Njegov izid je v zahodnem delu cesarstva utrdil krščanstvo. Bitka se po pomembnosti primerja z bitko pri Milvijskem mostu, saj je zmaga krščanstva tako za poražence kot za zmagovalce pomenila dokaz obstoja krščanskega boga, posledica tega pa je bila prevlada krščanstva.
Arbogast je s svojimi poganskimi četami užival podporo rimskega senata, ki se je že več kot dve generaciji prepiral s krščanskimi cesarji v Konstantinoplu. Pisali so pisma in si prizadevali za vrnitev poganstva, vendar jim to ni uspevalo, saj so se zatekali le k pogovoru, ne pa k dejanjem. Senat je postavil novega cesarja, Evgenija, vendar je v resnici upor usmerjal Arbogast. Teodozij se je z vojsko več kot 20.000 Gotov, ki so le malo pred tem postali federati po porazu v bitki pri Adrianoplu, odpravil iz Konstantinopla proti zahodu.

## Lokacija bitke
Lokacija bitke pri Mrzli reki je sporna, vendar se je najverjetneje odvijala ob vznožju Julijskih Alp v bližini današnjega Vrhpolja pri Vipavi in reke Hubelj, k zmagi Teodozijeve vojske pa naj bi (že po opisih bitke sodeč) močno pripomogla za te kraje značilna močna burja. Za Teodozija je bitka »Ad Frigidum« pomenila popolno zmago, za pogane pa, nasprotno, popoln poraz. Poganski senat je bil ponižan in v eni generaciji so se vplivne poganske družine v Rimu nehale upirati krščanstvu in postale papeške družine pozne antike.
Na domnevni lokaciji bitke do sedaj še niso našli arheoloških ostankov. Kljub temu pa so v bližini Vrhpolja postavili spominsko obeležje na kraju, kjer naj bi po izročilu Teodozij molil pred bitko.
Latinski pridevnik frigidus (-a, -um) lahko pomeni mrzel, hladen oz. svež.